# Prix de la Ruhr pour l'art et la science
Le Ruhrpreis für Kunst und Wissenschaft (Prix de la Ruhr pour l'art et la science) est un prix créé le 17 avril 1962 par la ville allemande de Mülheim an der Ruhr.
Prévu à l'origine uniquement comme un prix artistique, il a été étendu aux réalisations scientifiques dès 1963 et  le nom du prix a été adapté en conséquence.
Le prix a été créé à la suggestion d'artistes visuels de Mülheim. Le prix est destiné à promouvoir des artistes et des scientifiques basés à Mülheim ou nés dans la ville. Le prix est conçu comme une incitation à réaliser de grandes choses et de servir d'honneur ainsi que la promotion de talent. Dans le domaine de la science, il y a toujours eu les directeurs des instituts Max-Planck, mais aussi des installations de recherche récents qui ont été jugés dignes de reconnaissance. Avec la publicité faite autour du prix, l'importance de l'art et de la science devrait également être davantage ancrée dans la conscience culturelle des citoyens.

## Lauréats
- 1962 : Heinrich Siepmann (peintre), Carl Altena (peintre), Ernst Rasche (sculpteur)
- 1963 : Johannes Geccelli (peintre), Daniel Traub   (peintre), Peter Könitz (sculpteur), Otto Georg Liebsch (artiste peintre)
- 1964 : Siegfried Reda (compositeur), Franzpeter Goebels (musicien), Orlando Zucca (musicien), Wolfgang Hufschmidt (musicien)
- 1965 :  Werner Marx (philosophe), Günther Wilke (chimiste), Otto Pankok (peintre)
- 1966 : Günther Binding (historien de l'art), Roselies Sosczja Donajkowski (sculpteur)
- 1967 : Marga Höffgen (chanteuse d'opéra), Johannes Langfeldt (bibliothécaire)
- 1968 : Helmut Lankhorst (peintre), Karlheinz Netzewitz (peintre), Gerd Adelmann (sculpteur)
- 1969 : Christian Rickert (peintre)
- 1970 : Hans Bril (musicien), Bernhard Bücker (pianiste)
- 1971 : Theodor Hettinger (médecin)
- 1972 : Wolfgang Hufschmidt (musicien), Diethelm Jonas (hautboïste), Wilfried Brands (graphiste)
- 1973 : Rolf Langmann (médecin), Reingard Löhr-von Scheel (flûtiste), Klaus Jonas (chimiste)
- 1974 : Dore O. (cinéaste), Werner Nekes (réalisateur)
- 1975 : Peter Könitz (sculpteur), Werner Merzhäuser (artiste graphique) et Friedebert Reihl (artiste graphique)
- 1976 : Gert Carstensen (médecin), Werner Graeff (artiste), Susanne Wieck (violoniste)
- 1977 : Markus Deuter (hautboïste), Veronika Deuter (flûte à bec), Sephan Finkentey (altiste), Gudula Finkentey (violoncelliste)
- 1978 : Kurt Zosel (chimiste), Peter Thoms (peintre), Norbert Stockem (artiste graphique)
- 1979 : Hermann Prüßmann (peintre), Rainer Komers (cinéaste), Gereon Schäfer (hautboïste)
- 1980 : Karl Prasse (artiste), Günter Westerhoff (écrivain)
- 1981 : Klaus Florian (graphiste), Andreas Nohl (scénariste)
- 1982 : Klaus Langmann (mathématicien), Uwe-Dieter Bleil (peintre), Helge Schneider (humoriste)
- 1983 : Susanne Küster (pianiste), Hannes Hellmann (acteur)
- 1984 : Robert Wolfgang Schnell (écrivain), Erik Mälzner (peintre et graphiste)
- 1985 : Georg Weber (sculpteur)
- 1986 : Borislav Bogdanović (chimiste), Ingo Ernst Reihl (chef d'orchestre)
- 1987 : Christoph Schlingensief (réalisateur et metteur en scène)
- 1988 : Theater an der Ruhr
- 1989 : Peter Karkowski (guitariste)
- 1990 : Hermann Spree (compositeur)
- 1991 : Hendrik Dorgathen (illustrateur), Ulrich Greb (intendant)
- 1992 : Dorothee Golz (sculpteur)
- 1993 : Gerhard Schomburg (chimiste)
- 1994 : Roma-Theater Pralipe
- 1995 : Christoph Rasche (scénographe)
- 1996 : Stefan Klöckner (musicologue), Alice Könitz (sculpteur), Ferhade Feqi (acteur)
- 1997 : Evelyn Serwotke (photographe), Alois Fürstner (chimiste)
- 1998 : Orchestre de chambre de Mülheim, Lubo Laco (photographe)
- 1999 : Dorothee Golz (sculpteur), Simone Thoma (actrice de théâtre)
- 2000 : Werner Schepp (musicien d'église), Gijs Burger (organiste)
- 2001 : Rainer Seibel (radiologue), Ralf Raßloff (artiste)
- 2002 : Ilse Otten (sculpteur), Bruno's Band, Peter E. Eisold (musiciens)
- 2003 : Gralf-Edzard Habben (décorateur), Jobst Moritz Pankok (artiste)
- 2004 : Martin Goppelsröder (peintre), Thomas Durchschlag (réalisateur)
- 2005 : Helge Schneider (acteur), Karl Wieghardt (chimiste), Sergei Stanojkovski (réalisateur)
- 2006 : Rainer Komers (réalisateur)
- 2007 : Manfred T. Reetz (chimiste), Christoph Schlingensief (réalisateur et metteur en scène)
- 2008 :  Peter Schäfer (judaïste), Matthias Hegemann (pianiste)
- 2009 : Heiner Schmitz (photographe)
- 2010 : Klaus Geldmacher (artiste textile), Ferdi Schüth (chimiste)
- 2011 : Uli Hanisch (décoratrice), Volker Roos (acteur)
- 2012 : Jörg Juretzka (scénariste), Aris Alexander Blettenberg (pianiste, compositeur)
- 2013 : Benjamin List (chimiste), Eberhard Ross (peintre)
- 2014 : Michael Kerstgens (photographe), Dagmar Geppert (actrice)
- 2015 : Tabea Braun (créatrice de costumes), Naomi Schenck (photographe, décoratrice)
- 2016 : Peter Eisold (musicien, compositeur) et Sven Piayda (artiste visuel)
- 2017 : Robert Schlögl (chimiste) et Klaus Urbons (artiste visuel)
- 2018 : Ulrich Herbert (historien), Adem Köstereli et le groupe "Ruhrorter" (théâtre)
- 2019 : Ursula Graeff-Hirsch (artiste plasticienne) et Liana Leßmann (musicienne, clarinettiste)
- 2020 : Dirk Hupe (artiste plasticien) et Josep Cornellà (chimiste)
- 2021 : Klaus Mackscheidt (économiste) et Dirk Salz (artiste plasticien)
- 2022 : Torsten C. Schmidt (chimiste) et Alexander Voß (artiste plasticien)[3]
- 2023: Simone Thoma (réalisatrice et dramaturge, posthume) et Matthias Meyer (peintre)
- 2024: Maria Neumann (de) (dramaturge) et Frank Neese (de) (chimiste)